# 村山久良女
村山 久良女（むらやま くらじょ）は、明治時代の俳人。倉女、久良とも。「北越の生んだ千代女」とも、また採花女（さいかじょ）とともに「明治奮派の二才女」と称された。没後に『久良女発句集』が編まれている。

## 略歴
慶応2年（1866年）、越後国刈羽郡岡野町村（現・新潟県柏崎市）の素封家・村山家に生まれる。同家は代々文芸に通じ、久良女の祖父・9代藤右衛門（号:哲斎、俳号:章嶂､亀石）、父・吉次（号:抱月）もまた俳諧をよくした。なお、『平家詩史』を著した11代亀一郎（号:亀齢）は久良女の弟に当たる。
養志軒桑古が『久良女発句集』に寄せた跋によれば、久良女は幼少期から茶と俳諧をたしなみ、その天賦の才は「其器、一を聞て万を知るの才有り」と称されたという。明治14年（1881年）、名古屋の羽洲園に入門する。後に上京し、小築庵春湖に師事した。明治17年（1884年）に帰郷し、翌年分家の某と縁組する。家政の合間に句作に励んだが、明治21年（1888年）1月3日に病没した。享年23才。
『久良女発句集』には、勝海舟が追悼句を寄せている。

## 作品
- 『久良女発句集』（村山久良／著 翠浦堂真海／編 勝海舟／題句 松浦羽州女 養志軒桑古／跋）
  - 黒姫の裾から染めて初もみぢ
  - 冬籠さながら隙もなく過ぎぬ
  - 水まさる宵のおもひやあまの川
  - 飛違ふ鳥にも見ゆるさむさかな